# Barchino esplosivo
Con la designazione generica barchino esplosivo si intende una serie di motoscafi d'assalto sviluppati dalla Regia Marina a partire dal 1935 e impiegati durante la seconda guerra mondiale. Complessivamente ne vennero realizzate circa 100 unità tra le diverse tipologie, designate M.T.M., Motoscafo Turismo Modificato, e M.T.S., Motoscafo Turismo Silurante.

## Storia
Fu usato in diverse azioni belliche della seconda guerra mondiale, non tutte coronate da successo. La più clamorosa fu quella dell'affondamento dell'incrociatore britannico HMS York e della petroliera da 8000 tsl Pericles, la notte tra il 25 e 26 marzo 1941 nella rada di Souda sull'isola di Creta, ad opera di sei barchini al comando del tenente di vascello Luigi Faggioni. Meno fortunato nell'aprile 1941 l'attacco a Malta dove persero la vita 18 tra marinai italiani e incursori della X Mas.

Un MTM in azione

Un'azione contro il cacciatorpediniere francese Trombe venne realizzata a pochi giorni dal termine della guerra dal sottocapo della Regia Marina, passato poi nella Decima Flottiglia Mas di Junio Valerio Borghese, Sergio Denti.
Anche i tedeschi e i giapponesi nella stessa guerra usarono dei mezzi simili, rispettivamente linsen e shinyo; il tipo giapponese prevedeva il suicidio del pilota nel conseguimento dell'obiettivo.
Mezzi diversi, da usarsi negli attacchi contro unità ferme furono i maiali, o Siluri a Lenta Corsa, protagonisti del famosissimo attacco alle corazzate HMS Queen Elizabeth e HMS Valiant nella baia di Alessandria d'Egitto. Sempre i giapponesi utilizzarono i kaiten, che però erano in grado con la loro velocità di colpire bersagli in movimento.

## Funzionamento
Il pilota era seduto all'estrema poppa su un piccolo sedile a sbalzo, per facilitare l'abbandono del mezzo in seguito all'attacco. Infatti la carica esplosiva, un cartucciere cilindrico contenente 300 kg di Tritolital, era sistemata in un compartimento a prua.
Individuato il bersaglio, ad una distanza di circa 500 metri, il pilota lanciava il barchino alla massima velocità verso il centro della nave nemica. Prima di lanciarsi in acqua, bloccava il timone del mezzo. Il barchino, urtando lo scafo dell'obiettivo, affondava, armando così il detonatore della carica esplosiva. Lo scoppio dell'ordigno avveniva a una certa profondità, per ottenere il maggior numero di danni nei confronti dell'unità navale nemica colpita.
Le versioni "silurante", più grandi, erano invece dotate di un siluro da 450 mm., e 2 bombe di profondità da 70 kg.

## Tipi di motoscafo d'assalto

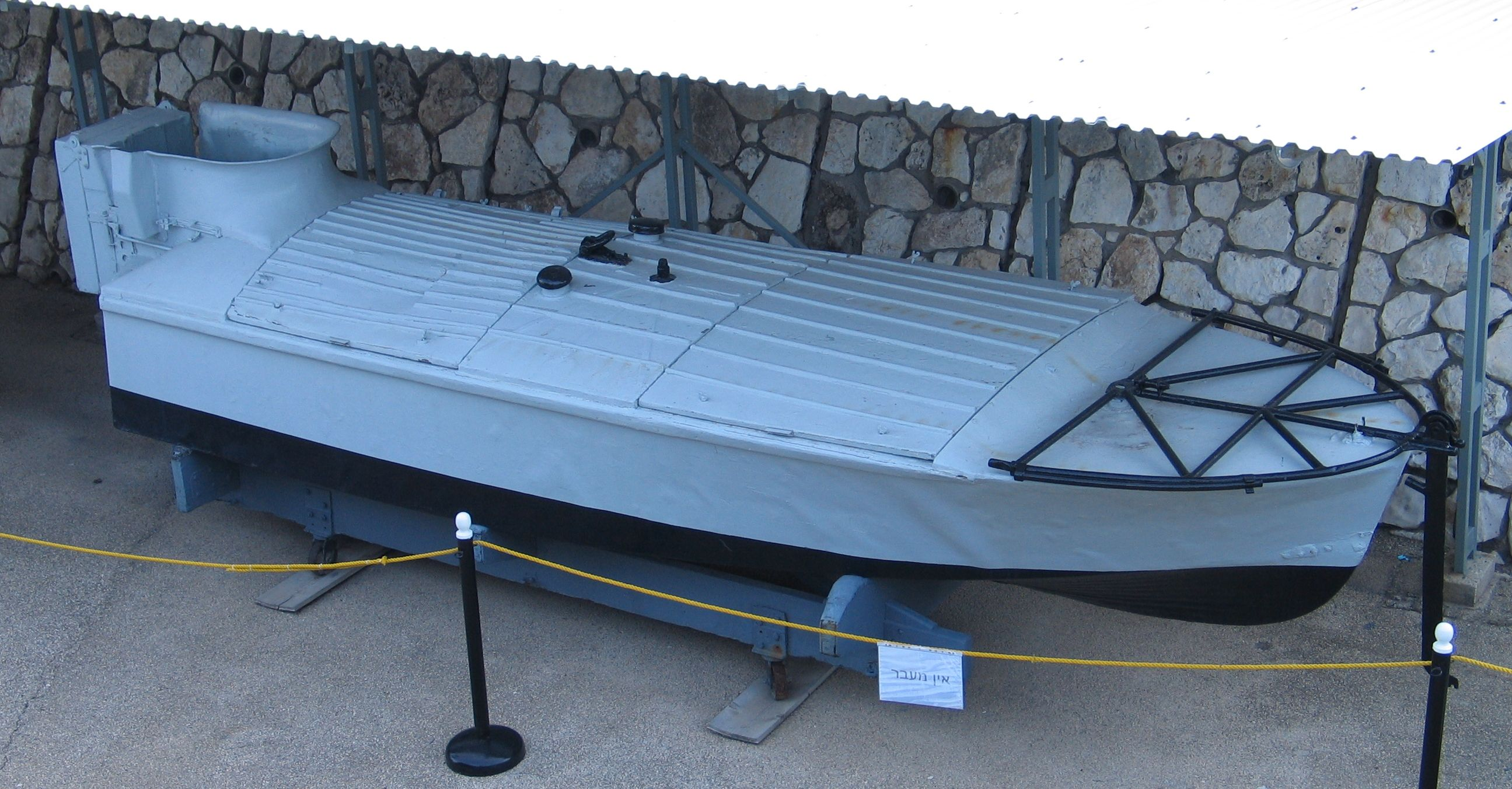
Un MTM conservato al museo di Haifa

- M.T.M. (Motoscafo da turismo modificato)- 1.2 tonn., 90 cv, 31 nodi (1935-1940)
- M.A.T. (Motoscafo Avio Trasportato) [1]
- M.T.S. (Motoscafo turismo silurante)-  1,75 tonn., 90 cv, 28 nodi (1940-1941)
- M.T.S.M. (Motoscafo turismo silurante modificato)- 3 tonn., 190 cv, 32 nodi (1941-1945)
- M.T.S.M.A. (Motoscafo da turismo silurante modificato allargato) - 3,7 tonn., 190 cv, 29 nodi (1943-1945)  [3]

## Filmografia
- Siluri umani - film (1954), ricostruisce l'attacco alla Baia di Suda.